# Ismaning
Ismaning (tidligere: Yserrain) er en kommune i Landkreis München (Oberbayern), i den tyske delstat Bayern.
Byen ligger cirka syv kilometer nordøst for München på den højre bred af floden Isar. Det oprindeligt en landbrugskommune, men siden midten af 1990'erne er den blevet kendt som en medieby . Nordøst for byen har der siden 1932 ligget et sendeanlæg for Bayerischer Rundfunk. Mod syd ligger Medieparken med Deutsches Sportfernsehen, Gong-forlaget og den private radiosender Antenne Bayern. Ismaning er medlem af Nordallianz.

## Nabokommuner
Mod nord og øst danner Ismaning Landkreises Münchens grænse. Kommunen grænser mod nord til kommunerne Eching og Hallbergmoos (begge i Landkreis Freising), mod øst til kommunerne Moosinning og Finsing (begge i Landkreis Erding), mod syd til Aschheim og Unterföhring (begge Landkreis München) og mod vest til byerne München og Garching bei München (den sidste ligeledes i Landkreis München).